# Mobster
Mobster è un termine slang di lingua inglese sinonimo di gangster, utilizzato nel gergo criminale, sebbene con significato ed accezione più generico.
Nella sua interezza, il significato può essere riferito ad un membro di un folto gruppo di persone. Va detto che questo termine ha diffusione prettamente negli Stati Uniti, mentre non è usato nel Regno Unito.

## Analisi del termine
Come derivazione, il termine ha originato altri due lemmi simili: il Flash Mob, ovvero lo scherzo di gruppo (spesso una grande burla organizzata da gruppi presenti in usegroup su internet) e la Mob Art, arte avente soggetto o destinata a consumatori interni alla malavita.
La radice della parola - mob - è la medesima di un altro neologismo di lingua inglese - mobbing - e viene fatta derivare dalla lingua latina e dalla lingua aramaica. La parola mobi in aramaico significa pressappoco "raduno di una moltitudine"; similarmente, in latino, in questo caso, la radice mob-(ile [vulgus]) indica "folla" (o affollamento).

## Caratteristiche
Con esso si tende a definire, più specificatamente, una persona appartenente a una gang di malavitosi di stampo mafioso come ad esempio Cosa nostra, o semplicemente chi fa parte di gruppi della criminalità organizzata che si muove sovente all'interno di gruppi corporativi, indicati - sempre in gergo - con la locuzione the Mob. In senso riduttivo, può indicare un malavitoso di mezza o media tacca. In senso lato, ha il significato di banditismo, tout-court.

## Utilizzo e significato
Con un significato che accresce - in senso peggiorativo - il termine più moderno e usato, in diverse culture, di bullismo, la parola mobster non è tuttavia particolarmente recente e ricorre sovente nella letteratura di lingua inglese, prettamente statunitense. Nelle novelle e nei film di ambientazione western, può funzionare come aggettivo per qualificare il cow-boy quando questo assume il ruolo di fuorilegge (in termine diretto, l'outlaw, appunto: colui che è fuori dalla legge).
Mobster sono definiti poi nel linguaggio statunitense (vedi: Futuro dizionario d'America) anche coloro che aderiscono e/o fanno parte di movimenti terroristici o partecipano con azioni distruttive a moti di rivolta o a manifestazioni di protesta, per dare vita alle quali viene fatto ricorso alla violenza. Questi gruppi, tra cui il più famoso è quello dei black bloc, non appartengono, però, alla malavita.
Sempre nel costume e nella cultura statunitense, il termine ricorre infine riguardo agli aderenti a talune bande di motociclisti (bikers) che fanno capo agli Hells Angels o al gruppo denominato Bandidos, contro i quali operano a difesa dell'ordine i volontari dei Guardian Angels.

## Nell'arte
In termini di curiosità, è da notare che con il termine mobster sono indicati, in locandina, alcuni personaggi del film F/X 2 - Replay di un omicidio, mentre il celebre avvocato-investigatore Perry Mason, creato dalla penna di Erle Stanley Gardner, si trova a indagare su un mobster - dichiaratamente dal titolo - in The Case of the Maligned Mobster, storia del 1991. Infine, alle prese con mobster sono sovente - nelle avventure ambientate nei bassifondi newyorkesi - i componenti della squadra della serie televisiva NYPD Blue.